# 1180 Rita
1180 Rita là một tiểu hành tinh vành đai chính có đường kính 97 km. It possess a 0.159614 eccentricity of và chu kỳ quỹ đạo 2915,88 ngày (7,99 năm).
Rita có vận tốc quỹ đạo trung bình 14,90283178 km/s và độ nghiên quỹ đạo 7,19821º.
Tiểu hành tinh này được phát hiện ngày 9 tháng 4 năm 1931 bởi Karl Reinmuth.